# Anton de Bary
Pour les articles homonymes, voir Bary.
Heinrich Anton de Bary est un chirurgien, botaniste, microbiologiste et mycologue prussien, né le 26 janvier 1831 et mort le 19 janvier 1888. Il est considéré comme le fondateur de l'étude des maladies des végétaux ou phytopathologie. Il est le premier recteur de la Kaiser-Wilhelms-Universität et le premier directeur de l’Institut de Botanique à Strasbourg.
Heinrich Anton de Bary fut un pionnier dans l'étude des champignons et des algues. Ses nombreuses recherches sur l'histoire de la vie des champignons et sa contribution à la compréhension des algues et des tracheobiontas sont devenues des références en biologie. Il est considéré comme le fondateur de la mycologie.

## Naissance et éducation
Heinrich de Bary est né le 26 janvier 1831 à Francfort-sur-le-Main en Allemagne. Il est l'un des dix enfants d'August Theodor de Bary (1802-1873) et de son épouse, née Émilie Meyer. Son père était un médecin réputé, issu d’une famille noble originaire de Bary, près de Tournai, en Belgique. Il encouragea son fils à se joindre aux excursions d'un groupe de naturalistes qui collectaient des spécimens dans la campagne. L'intérêt précoce de Heinrich dans les plantes et l'examen des champignons et des algues fut inspiré par Georg Fresenius, un docteur expert des thallophytes qui enseignait la botanique au Senckenberg Forschungsinstitut. Le résultat fut que, dès le lycée, il s’était constitué un vaste herbier, qu’il devait léguer plus tard à l’Institut de Botanique de Strasbourg.
En 1848, il est diplômé du collège de Francfort et commence à étudier la médecine à Heidelberg puis à Marbourg. En 1850, il partit pour Berlin poursuivre ses études de médecine et développer son intérêt pour la botanique. Il reçut son diplôme de médecine à Berlin en 1853 mais son mémoire fut un traité de botanique "De plantarum generatione sexuali" et il publia la même année un livre sur les champignons Hétérobasidiomycètes.

## Débuts professionnels
Son diplôme en poche, de Bary pratiqua un temps la médecine à Francfort puis retourna à la botanique en tant que Privat-docent à l'université de Tübingen, où il travailla en tant qu'assistant du Dr Hugo von Mohl (1805-1872). En 1855, il succéda au célèbre botaniste Karl Wilhelm von Nägeli (1818-1891) à Fribourg-en-Brisgau, d’abord comme professeur extraordinaire, puis comme professeur ordinaire (1859) ; il y mit en place le laboratoire de botanique le plus perfectionné de l'époque et dirigea plusieurs étudiants.
En 1861, Bary se maria à Antoni Einery qui lui donna quatre enfants. En 1867, il déménagea à l'Université Martin-Luther de Halle-Wittemberg pour succéder au professeur Diederich Franz Leonhard von Schlechtendal, qui, avec Hugo von Mohl, cofonda le premier journal de botanique: Botaniche Zeitung. De Bary en devint le coéditeur et, plus tard, l'unique éditeur du journal. En tant qu'éditeur et collaborateur de son propre journal, il eut une grande influence sur le développement de la botanique. Après la guerre franco-allemande de 1870, de Bary devint professeur de botanique à l'université de Strasbourg, appelée alors Kaiser-Wilhelm-Universität ; il s’occupa lui-même des plans du nouvel institut et fut également élu recteur de l'université. Il y dirigea beaucoup de recherches, attira des étudiants du monde entier et contribua largement au développement de la botanique. Un grand nombre de ses étudiants devinrent eux-mêmes par la suite des botanistes réputés ; on peut citer Frederick Orpen Bower, Julius Oscar Brefeld, Francis Darwin (le fils de Charles Darwin), William Gibson Farlow, Alexandre Fischer von Waldheim, Karl Ritter von Goebel, Pierre-Marie Alexis Millardet, Friedrich Oltmanns, Józef Rostafiński (de), Andreas Franz Wilhelm Schimper, le spécialiste des lichens Hermann zu Solms-Laubach, Ernst Stahl, Sergueï Vinogradski, ainsi que Julius Wortmann (de).

## L'étude des champignons
Bary se consacra à l'étude de la vie des champignons. À cette époque, plusieurs champignons étaient considérés comme étant de la génération spontanée. Il prouva que les champignons pathogènes n'étaient pas le produit du contenu des cellules de la plante infectée et qu'ils ne provenaient pas non plus des cellules déjà infectées.

### La famine des années 1850
À l'époque de Bary, le mildiou causait un désastre dans les récoltes et des pertes économiques importantes. Bary étudia l'oomycète Phytophthora infestans et contribua à l'identification de son cycle de vie. L'origine de la maladie n'était pas connue à l'époque (on pensait que le champignon était un symptôme de l'affaiblissement de la plante, et non une cause) et bien que Miles Joseph Berkeley confirma en 1846 les observations au microscope du mycologue Camille Montagne sur la présence d'un champignon dans les pommes de terres infectées, Bary déclara que les Hétérobasidiomycètes étaient la cause de changements pathologiques dans la maladie de la plante. Il en conclut que les Pucciniales ou agents de rouilles et que certaines Ustilaginales ou agents de charbons étaient des parasites.

### Premiers travaux
Bary consacra un temps considérable à l'étude de la morphologie des champignons et remarqua que certaines formes de champignons, qui étaient classées en tant qu'espèces à part entière, étaient en fait des étapes successives de développement du même organisme. De Bary étudia la croissance des myxomycètes, et décida de reclasser les animaux inférieurs. Il fut le premier à introduire le terme de mycétozoaires (ou Mycetozoa) pour englober les animaux inférieurs et les myxomycètes. Dans son travail sur les Myxomycètes (1858), il fit ressortir qu'à une étape de leur cycle de vie, l'étape plasmodiale, ils n'avaient pas vraiment de forme, comme un amas de substance, que Félix Dujardin (1801-1860) appela protoplasme: il s'agit d'une notion fondamentale de la théorie protoplasmique de la vie.
Bary fut le premier à démontrer l'existence de la sexualité chez les champignons en suivant leur cycle de vie dans leur intégralité. En 1858, il observa la reproduction de l'algue spirogyre (spirogyra), et en 1861, il décrivit la reproduction des Péronosporales dont fait partie le mildiou.

### Expériences-clefs et publications
Bary publia son premier travail sur les champignons en 1861 et passa ensuite plus de 15 ans à étudier les Peronosporales, et en particulier l'espèce Phytophthora infestans, agent du  mildiou de la pomme de terre, et le genre Albugo. Dans sa publication de 1863 intitulée "Recherches sur le développement de quelques champignons parasites", il inocula des spores de Phytophthora infestans sur des feuilles de pomme de terre en bonne santé et observa la pénétration et le développement du mycélium qui affectait le tissu, la formation de conidies et l'apparition de points noirs caractéristiques du mildiou.
Il répéta cette expérience sur des germes et des tubercules de pomme de terre. Il observa l'infection des tubercules et constata que le mycélium pouvait y survivre pendant l'hiver. Ces études, lui fournirent des arguments contre la génération spontanée.
Bary mena une recherche sur Puccinia graminis, le parasite responsable de la maladie de la rouille du blé, du seigle et d'autres céréales. Il remarqua que ces parasites produisaient en été des spores rousses appelées urédospores et des spores noires en hiver appelées téleutospores. Il inocula des fragments de paille rouillée sur des feuilles d'épine-vinette (Berberis vulgaris). Il obtint la production d'écidies à spores jaunes, symptôme typique de l'infection de l'épine-vinette. Il inocula ensuite des écidiospores sur des pousses de feuilles de seigle et remarqua l'apparition des spores rousses sur les feuilles.
Bary démontra que P. graminis avait besoin d'hôtes différents pour les différents stades de son développement, l'espèce est dite hétéroïque. Sa découverte expliqua pourquoi l'éradication de l'épine-vinette permettait d'enrayer la rouille noire.
Il s'intéressa également à la formation des lichens. Il étudia leurs stades de croissance et de reproduction ainsi que leur adaptabilité qui rend leur survie possible durant l'hiver. Il introduit le mot symbiose en 1879 dans sa monographie "Die Erscheinung der Symbiose", publiée à Strasbourg en 1879, comme "l'association vivante d'espèces différentes". Il étudia minutieusement la morphologie des moisissures, des levures et des champignons et fit de la mycologie une science à part entière.
En 1878, Anton de Bary observe que les cellules bactériennes n'ont pas de noyau.
Ses concepts et ses méthodologies eurent un impact important dans le monde de la bactériologie et de la botanique, il fut un des biologistes les plus importants du XIXe siècle. Il publia plus de 100 recherches et influença de nombreux étudiants qui pour certains devinrent de célèbres botanistes et microbiologistes comme Sergei N. Winogradsky (1856-1953), William Gilson Farlow (1844-1919), et Pierre-Marie-Alexis Millardet (1838-1902).
Il mourut d'une tumeur à la mâchoire à la suite d'une opération le 19 janvier 1888 à Strasbourg.

## Œuvres
- (1853): De plantarum generatione sexuali. Dissertation.
- (1853): Untersuchungen über die Brandpilze und die durch sie verursachten Krankheiten der Pflanzen mit Rücksicht auf das Getreide und andere Nutzpflanzen. Mémoire d’habilitation.
- (1859): Mycetezoen. Ein Beitrag zur Kenntnis der niedersten Thiere.
- (1863): Die Kartoffelkrankheit, deren Ursache und Verhütung.
- mit Michail Stepanowitsch Woronin (1863): Beitrag zur Kenntnis der Chytrideen.
- (1863): Über die Fruchtentwicklung der Ascomyceten.
- (1864–1865): Zur Kenntniss der Peronosporen. Traité, édité par la Senckenbergischen Naturforschenden Gesellschaft: 367–372.
- (1864–1865): Beiträge zur Morphologie und Physiologie der Pilze. Traité, édité par la Senckenbergischen Naturforschenden Gesellschaft: 137–232.
- (1864–1865): Zur Kenntnis der Mucorinen. Traité, édité par la Senckenbergischen Naturforschenden Gesellschaft: 345–366.
- mit Mikhail S. Woronin (1865): Supplément à l'histoire des Chytridiacées. Annales des Sciences Naturelles. Botanique: 239–269.
- (1866): Morphologie und Physiologie der Pilze, Flechten und Myxomyceten.
- (1866): Über die Keimung einiger grosssporiger Flechten, in: Jahrbuch für wissenschaftliche Botanik.
- (1866): Neue Untersuchungen über die Uredineen, insbesondere die Entwicklung der Puccinia graminis und den Zusammenhang derselben mit Aecidium Berberidis. Monatsberichte der Königlichen Preußischen Akademie der Wissenschaften zu Berlin.
- (1866): Morphologie und Physiologie der Pilze, Flechten und Myxomyceten.
- (1867): Neue Untersuchungen über die Uredineen. Monatsberichte der Königlichen Preußischen Académie des Sciences de Berlin.
- (1869–1870): Eurotium, Erysiphe, Cincinnobolus. Nebst Bemerkungen über die Geschlechtsorgane der Ascomyceten. Traité, édité par la Senckenbergischen Naturforschenden Gesellschaft: 361–455.
- (1869): Zur Kenntnis insektentödtender Pilze. Botanische Zeitung: 585–593.
- (1869): Die Erscheinung der Symbiose.
- (1874): Protomyces microsporus und seine Verwandten: Botanische Zeitung: 81 – 92.
- (1876): Researches into the nature of the potatofungus Phytophthora infestans. Journal of Botany: 105–126.
- (1876): Researches into the nature of the potato-fungus, Phytophthora infestans. Journal of the Royal Agricultural Society of England: 239–269.
- (1881): Untersuchungen über die Peronosporeen und Saprolegnieen und die Grundlagen eines natürlichen Systems der Pilze. Traité, édité par la Senckenbergischen Naturforschenden Gesellschaft: 225–370.
- (1881): Zur Kenntnis der Peronosporeen. Botanische Zeitung: 521–625.
- (1883): « Zu Pringsheims Beobachtungen über den Befruchtungsact der Gattungen Achlya und Saprolegnia », Botanische Zeitung, p. 38–60.
- avec Heinrich Georg Winter & Heinrich Simon Ludwig Friedrich Felix Rehm (1884): Deutschlands Kryptogamen-Flora oder Handbuch zur Bestimmung der kryptogamischen Gewächse Deutschlands, der Schweiz, der Lombardisch-Venetianischen Königreichs und Istriens: Schizomyceten, Saccharomyceten, und Basidiomyceten, 2 vol.
- (1884): Vergleichende Morphologie und Biologie der Pilze, Mycetozoen und Bakterien. 2. Auflage.
- (1885): Vorlesungen über Bakterien, Leipzig, W. Engelmann. Édition en français par Étienne Wasserzug, Leçons sur les bactéries traduites et annotées par M. Wasserzug, Masson, 1886, 324 p.
- (1886): Über einige Sclerotien und Sclerotienkrankheiten. Botanische Zeitung: 377–474.
- (1887): Comparative Morphology and Biology of the Fungi, Mycetozoa, and Bacteria.
- (1888): Species der Saprolegnieen. Botanische Zeitung: 597–653.